# Sigfried Held
Sigfried Held (7 d'agost de 1942) és un exfutbolista i entrenador de futbol alemany. Va disputar 41 partits amb la selecció d'Alemanya.

## Estadístiques
| Selecció d'Alemanya | Selecció d'Alemanya | Selecció d'Alemanya |
| Anys                | Partits             | Gols                |
| ------------------- | ------------------- | ------------------- |
| 1966                | 11                  | 1                   |
| 1967                | 3                   | 0                   |
| 1968                | 7                   | 2                   |
| 1969                | 5                   | 1                   |
| 1970                | 5                   | 0                   |
| 1971                | 4                   | 1                   |
| 1972                | 3                   | 0                   |
| 1973                | 3                   | 0                   |
| Total               | 41                  | 5                   |